# Aú batido
 (octobre 2024).
Si vous disposez d'ouvrages ou d'articles de référence ou si vous connaissez des sites web de qualité traitant du thème abordé ici, merci de compléter l'article en donnant les références utiles à sa vérifiabilité et en les liant à la section « Notes et références ».
L'aú batido ("roue fouettée", en portugais), également appelé aú amazonas ("roue amazone"), est un floreio de capoeira qui consiste freiner une roue pour frapper avec la jambe en ne se tenant en équilibre que sur une seule main. Beaucoup de gens appellent à tort ce mouvement beija-flor, qui est en fait le même mouvement mais en abattant les DEUX jambes au-dessus de soi. Bien que n'étant qu'un mouvement esthétique, l'aú batido a pour vocation première de frapper l'adversaire par surprise en lui faisant croire qu'on fait un aú ou à contrer une attaque qui surviendrait pendant la roue.
Cette figure, très représentative de la capoeira, a été empruntée dans plusieurs disciplines comme le breakdance, dans lequel elle porte le nom de Y, L-kick ou Nike.

## Technique
- Poser une main au sol.
- Pousser légèrement le sol en levant la jambe opposée à la main d'appui en évitant de trop lever le bassin. Ce dernier doit à peine monter.
- Il faut faire attention à ce que l'épaule du bras d'appui ne "dépasse" pas la main posée au sol, sans quoi on perd l'équilibre.
- Abattre la jambe opposée à la main d'appui devant soi en fléchissant le corps au niveau de la hanche.
- Garder le visage protégé avec l'autre bras.
- L'autre jambe peut être pliée ou tendue.

Les débutants ont souvent du mal car ils s'imaginent que la jambe "vient" par le côté ou l'arrière, ce qui nécessiterait une souplesse hors du commun. La jambe doit venir devant le buste de la même manière qu'on lèverait une jambe devant soi en étant debout.

## Histoire
L’engolo, un art martial angolais considéré comme l’art ancestral de la capoeira, utilisant plusieurs coups de pied de roue, dont l’aú batido, dans le cadre de son répertoire offensif. L’un des dessins de Neves e Sousa montre clairement cette technique.

## Dans la culture populaire
Le mouvement est le plus photographié capoeira.